# Jennifer Tse

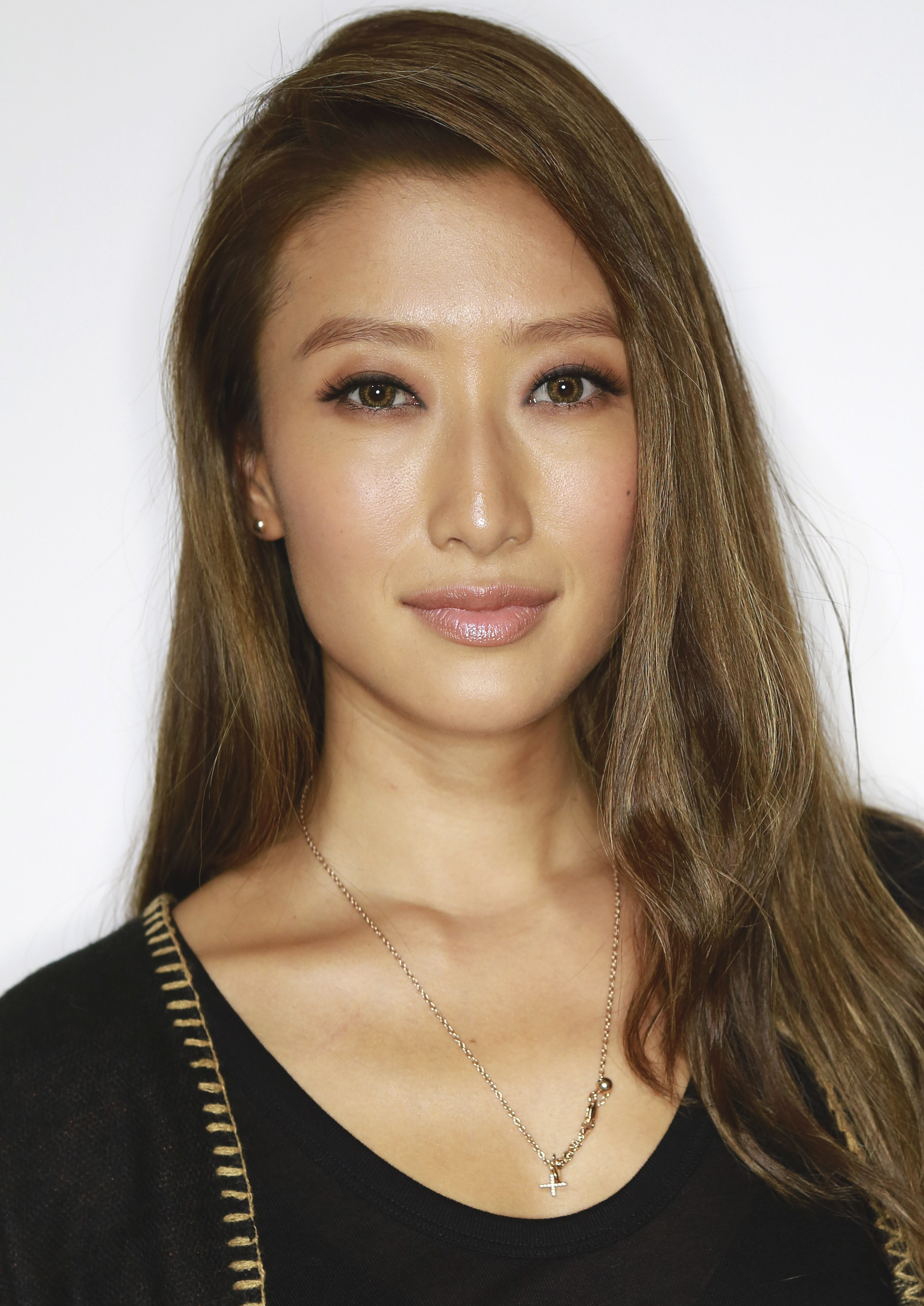
Imagem da atriz Jennifer Tse.

Jennifer Tse Ting-Ting (謝婷婷) (7 de setembro de 1982) é uma atriz e modelo de Hong Kong, irmã de Nicholas Tse.
Ela é mais conhecida por seu papel em Bruce Lee, My Brother (2010) quando interpretou o interesse amoroso de Bruce Lee (Aaaif Lee) e Naked Soldier (2012) ao interpretar a filha de policial que foi sequestrado e treinado como um assassino.

## Filmes
- Bruce Lee, My Brother (2010)
- Hong Kong Ghost Stories (2011)
- Naked Soldier (2012)